# Tony Curtis
Tony Curtis (születési neve: Bernard Herschel Schwartz (Schwartz Bernát), névváltozatai: Anthony Curtis, James Curtis) (Bronx, New York, 1925. június 3. – Henderson, Nevada, 2010. szeptember 29.) magyar zsidó származású hollywoodi színészlegenda, aki 130 alkotásban szerepelt, producer, író.

## Élete
Olyan vígjátékokban játszott, mint a Minden lében két kanál c. filmsorozat és a Van, aki forrón szereti. Családja Magyarországról települt ki az USA-ba.
A világszerte Tony Curtisként ismert filmcsillag Bernard Schwartz néven született New Yorkban, 1925. június 3-án. Apja Schwartz Manó (Emanuel Schwartz)  Mátészalkáról származott, míg édesanyja Klein Ilona (Helen Schwartz) a mai Szlovákia területén Nagymihályon, később elmondása szerint viszont Válykón született.  Szülei onnan vándoroltak ki New Yorkba.
1943-ban, 18 évesen, bevonult a haditengerészethez, majd a háború után színészként folytatta pályafutását Kaliforniában, a Universal Stúdiónál, ahol rengeteg fantáziát láttak színészi tehetségében. A Keresztül-kasul (Criss Cross) című film forgatása után vette fel az Anthony Curtis nevet 1949-ben.
A színészkedésen kívül a lovaglás és a vívás érdekelte. Karrierje kezdetén vette fel a Tony Curtis nevet.
1951-ben feleségül vette a 2004-ben elhunyt ismert színésznőt, Janet Leigh-t. A házasságból két leány született, Kelly és Jamie Lee Curtis. Utóbbi, apja nyomdokaiba lépve színésznő lett. Házasságuk 1962-ben válással végződött.
Válása nem okozott törést filmes pályafutásában. Olyan filmekben láthattuk, mint A tolvaj hercege, vagy az Ali baba fia. A kosztümös filmekben való szereplését lecserélte a romantikus filmekre. 1956-ban, a Trapéz című szerelmi háromszög történetben fiatal artistát alakított Gina Lollobrigida és Burt Lancaster oldalán. Ebben felhívta a kritikusok figyelmét remek színészi alakítására, hiszen mindaddig csak külsejét dicsérték. Komolyabb kihívást jelentett számára A siker édes illata című filmben játszott talpnyaló újságíró szerepe, amelyben ugyancsak Burt Lancaster partnereként láthattuk. Oscarra jelölt alakítását követhetjük nyomon A megbilincseltek című filmben, amiben Sydney Poitier-vel szökésben lévő rabokat alakítottak. 1959-ben Marilyn Monroe és Jack Lemmon partnereként a Van, aki forrón szereti című világsikerben sármos szaxofonost játszott. A film bemutatója után világsztárként ünnepelték.
Jellemzően vígjátékokban szerepelt, de szerepei között komolyabb hangvételűek is voltak, mint az 1960-as Spartacus Antoninusa, vagy  a A bostoni fojtogató sorozatgyilkosa. A televízió aranykorában az 1970-es évek elején Roger Moore társaként a The Persuaders (A rábeszélők) című sorozatban alakított nagypályás amerikai üzletembert, aki nem félt verekedésekbe keveredni sem. A sorozat Magyarországon Minden lében két kanál címmel futott. Később feltűnt az Ilyen a bokszban, illetve a Vérdíj 2. – A nagy robbanás című filmben, valamint olyan tévésorozatokban is, mint a Lois és Clark: Superman legújabb kalandjai, vagy a CSI: A helyszínelők. Ez utóbbiban önmagát alakította egy rövid jelenetben.
A hollywoodi sajtó Tony Curtis válása utána is hangos volt magán- és nőügyeitől. Notórius nőcsábászként volt ismert. Szinte minden tíz évben új feleséggel láthattuk az újságok címlapján: Christine Kaufmann (1963–1967), Leslie Allen (1968–1981), Lisa Deutsch (1993–1994), Andrea Savio (1984–1992) és Jill Vandenberg (1998–). Curtis úgy vélte a hosszú élet titka a fiatal nőkben keresendő. Utolsó felesége és közte 45 év korkülönbség volt.
Hat gyermeke született, akik közül színész lett Jamie Lee Curtis (1958), Allegra Curtis (1966) és Kelly Curtis (1956) is. Nicholas fia heroin-túladagolásban halt meg 1994. július 2-án.

## Magyar származása
Magyar származására büszke volt, többször is Magyarországra látogatott. Először 1985-ben járt itthon, amikor Mátészalkára is ellátogatott, majd 1988-ban újra szülei hazájába jött. 
1996-ban a kormány meghívására részt vett a Magyar Filmesek Első Világtalálkozóján, és egy Magyarországot reklámozó filmspotban házigazdaként szerepelt. Alapítványt hozott létre a Dohány utcai zsinagóga felújításának támogatására. Felkereste Mátészalkát is, ahonnan szülei kivándoroltak Amerikába. Itt is támogatta a helyi zsinagóga felújítását. Apja Ópályiban született.
A filmezést később lecserélte a festészetre. Festményei híres galériákban láthatók. 2009-ben jelent meg önéletrajzi kötete, a Hollywood hercege, amelyet a 16. Nemzetközi Könyvfesztiválon Budapesten a Millenáris Parkban dedikált.
85 évesen, nevadai otthonában, álmában érte a halál. Felesége, Jill karjai között hunyt el szívroham következtében.

## Érdekességek
- Vérmes dohányzásellenes volt: Roger Moore-nak és Michael Caine-nek is ő segített leszokni a dohányzásról.

## Családja
Szülei

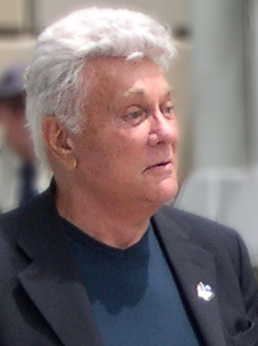
Curtis 2004-ben

- Schwartz Manó (Emanuel Schwartz) (1901–1958)[14]
- Klein Ilona (Helen Schwartz) (1904–1974)

Testvérei
- Julius Schwartz (1929–1938)
- Robert Schwartz (1940–1992)

Feleségei
- 1951–1962: Janet Leigh
- 1963–1967: Christine Kaufmann
- 1968–1982: Leslie Allen
- 1984–1992: Andrea Savio
- 1993–1994: Lisa Deutsch
- 1998–2010: Jill Vandenberg

Gyermekei
- Kelly Curtis (1956)
- Jamie Lee Curtis (1958)
- Alexandra Kaufmann-Curtis (1964)
- Allegra Kaufmann-Curtis (1966)
- Nicholas Curtis (1971–1994)
- Benjamin Curtis (1973)

## Filmjei

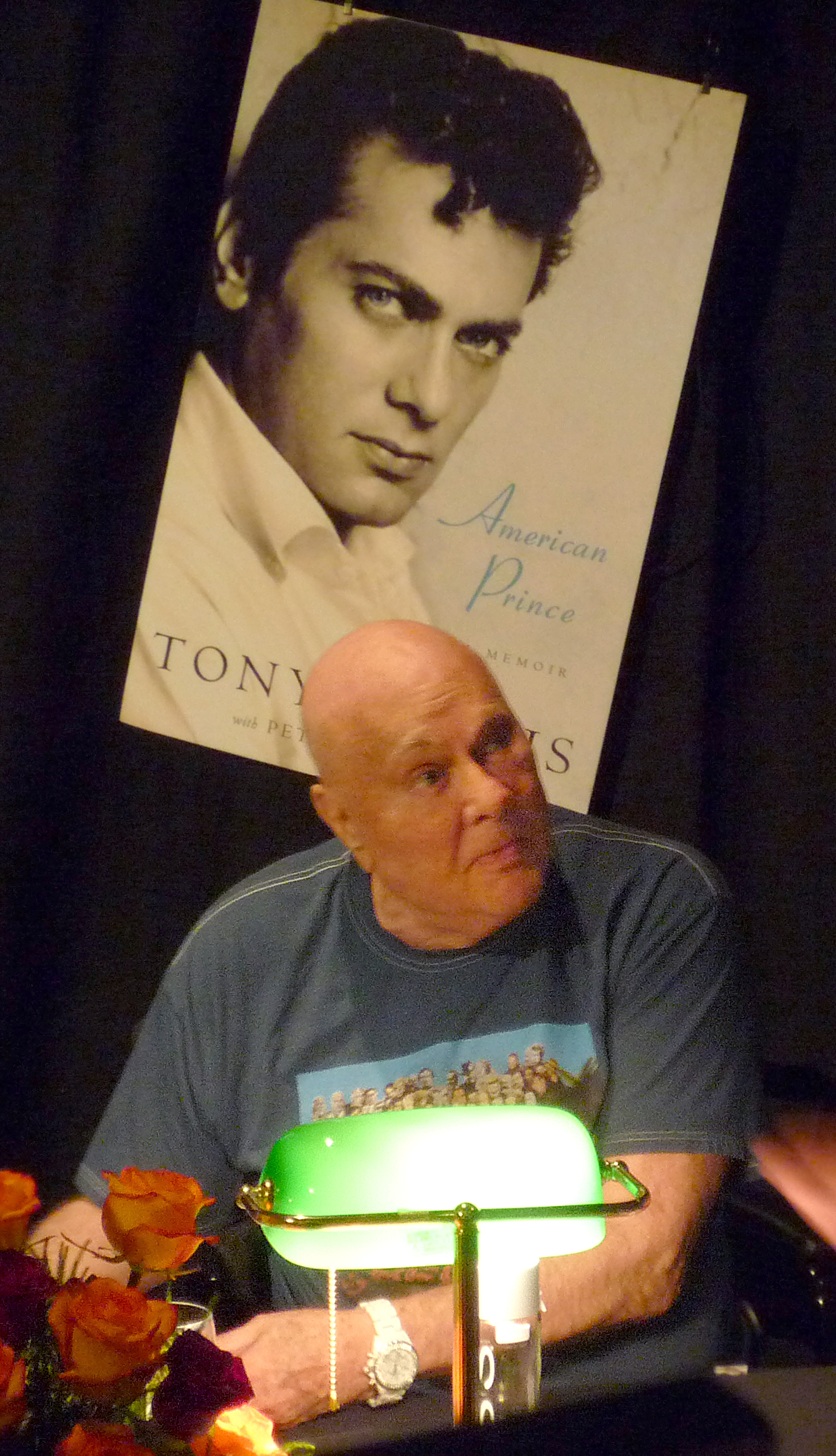
Tony Curtis, 2008-ban kiadott könyvének dedikálásán

| Év   | Magyar cím                            | Eredeti cím                                    | Szerep                                                   | Magyar hang     | Rendező                   |
| ---- | ------------------------------------- | ---------------------------------------------- | -------------------------------------------------------- | --------------- | ------------------------- |
| 1949 | Keresztül-kasul                       | Criss Cross                                    | dzsigoló                                                 |                 | Robert Siodmak            |
| 1949 |                                       | City Across the River                          | Mitch                                                    |                 | Maxwell Shane             |
| 1949 |                                       | The Lady Gambles                               | liftesfiú                                                |                 | Michael Gordon            |
| 1949 |                                       | Take One False Step                            | sofőr                                                    |                 | Chester Erskine           |
| 1949 |                                       | Johnny Stool Pigeon                            | Joey Hyatt                                               |                 | William Castle            |
| 1950 |                                       | Francis                                        | Jones kapitány                                           |                 | Arthur Lubin              |
| 1950 |                                       | Woman in Hiding                                | Dave Shaw                                                |                 | Michael Gordon (2)        |
| 1950 |                                       | I Was a Shoplifter                             | Pepe                                                     |                 | Charles Lamont            |
| 1950 |                                       | Sierra                                         | Brent Coulter                                            |                 | Alfred E. Green           |
| 1950 | A 73-as Winchester                    | Winchester '73                                 | Doan                                                     | Gergely Róbert  | Anthony Mann              |
| 1950 |                                       | Kansas Raiders                                 | Kit Dalton                                               |                 | Ray Enright               |
| 1951 |                                       | The Prince Who Was a Thief                     | Julna                                                    |                 | Rudolph Maté              |
| 1952 |                                       | Flesh and Fury                                 | Paul Callan                                              |                 | Joseph Pevney             |
| 1952 |                                       | No Room for the Groom                          | Alvah Morrell                                            |                 | Douglas Sirk              |
| 1952 |                                       | Son of Ali Baba                                | Kashma Baba                                              |                 | Kurt Neumann              |
| 1952 |                                       | Meet Danny Wilson                              | önmaga / nightklub főnőke                                |                 | Joseph Pevney (2)         |
| 1953 | Houdini                               | Houdini                                        | Harry Houdini                                            | Háda János      | George Marshall           |
| 1953 |                                       | All American                                   | Nick Bonnelli                                            |                 | Jesse Hibbs               |
| 1953 |                                       | Forbidden                                      | Eddie                                                    |                 | Rudolph Maté (2)          |
| 1954 | Támaszpont                            | Beachhead                                      | Burke                                                    | Damu Roland     | Stuart Heisler            |
| 1954 |                                       | Johnny Dark                                    | Johnny Dark                                              |                 | George Sherman            |
| 1954 | Falworth fekete pajzsa                | The Black Shield of Falworth                   | Myles                                                    | Szatory Dávid   | Rudolph Maté (3)          |
| 1954 |                                       | So This Is Paris                               | Joe Maxwell                                              |                 | Richard Quine             |
| 1955 |                                       | Six Bridges to Cross                           | Jerry Florea                                             |                 | Joseph Pevney (3)         |
| 1955 |                                       | The Purple Mask                                | Rene de Traviere / Purple Mask                           |                 | H. Bruce Humberstone      |
| 1955 |                                       | The Square Jungle                              | Eddie Quaid / Packy Glennon                              |                 | Jerry Hopper              |
| 1956 | Trapéz                                | Trapeze                                        | Tino Orsini                                              | Szakácsi Sándor | Carol Reed                |
| 1956 | Trapéz                                | Trapeze                                        | Tino Orsini                                              | Nagy Ervin      | Carol Reed                |
| 1956 |                                       | The Rawhide Years                              | Ben Matthews                                             |                 | Rudolph Maté (4)          |
| 1957 |                                       | Mister Cory                                    | Cory                                                     |                 | Blake Edwards             |
| 1957 |                                       | The Midnight Story                             | Joe Martini                                              |                 | Joseph Pevney (4)         |
| 1957 | A siker édes illata                   | Sweet Smell of Success                         | Sidney Falco                                             | Háda János      | Alexander Mackendrick     |
| 1958 | A vikingek                            | The Vikings                                    | Eric                                                     | Maday Gábor     | Richard Fleischer         |
| 1958 | Indulnak a királyok                   | Kings Go Forth                                 | Britt Harris káplár                                      | Kőszegi Ákos    | Delmer Daves              |
| 1958 | Indulnak a királyok                   | Kings Go Forth                                 | Britt Harris káplár                                      | Háda János      | Delmer Daves              |
| 1958 | A megbilincseltek                     | The Defiant Ones                               | John "Joker" Jackson                                     | Koncz Gábor     | Stanley Kramer            |
| 1958 | A megbilincseltek                     | The Defiant Ones                               | John "Joker" Jackson                                     | László Zsolt    | Stanley Kramer            |
| 1958 | A megbilincseltek                     | The Defiant Ones                               | John "Joker" Jackson                                     | Mihályi Győző   | Stanley Kramer            |
| 1958 |                                       | The Perfect Furlough                           | Paul Hodges káplár                                       |                 | Blake Edwards (2)         |
| 1959 | Van, aki forrón szereti               | Some Like It Hot                               | Joe / Josephine / Junior                                 | Sztankay István | Billy Wilder              |
| 1959 | Van, aki forrón szereti               | Some Like It Hot                               | Joe / Josephine / Junior                                 | Tarján Péter    | Billy Wilder              |
| 1959 | Fehérnemű hadművelet                  | Operation Petticoat                            | JG Nicholas Holden hadnagy                               | Szakácsi Sándor | Blake Edwards (3)         |
| 1960 |                                       | Who Was That Lady?                             | David Wilson                                             |                 | George Sidney             |
| 1960 |                                       | The Rat Race                                   | Pete Hammond Jr.                                         |                 | Robert Mulligan           |
| 1960 |                                       | Pepe                                           | önmaga                                                   |                 | George Sidney (2)         |
| 1960 | Spartacus                             | Spartacus                                      | Antoninus                                                | Lux Ádám        | Stanley Kubrick           |
| 1960 | Spartacus                             | Spartacus                                      | Antoninus                                                | Háda János      | Stanley Kubrick           |
| 1960 | A nagy imposztor                      | The Great Impostor                             | Ferdinand Waldo Demara Jr. / Martin Donner / Dr. Gilbert |                 | Robert Mulligan (2)       |
| 1961 |                                       | The Outsider                                   | Ira Hamilton Hayes                                       |                 | Delbert Mann              |
| 1962 | Tarasz Bulba                          | Taras Bulba                                    | Andriy Bulba                                             | Selmeczi Roland | J. Lee Thompson           |
| 1962 | Vidámparki bajkeverő                  | 40 Pounds of Trouble                           | Steve McCluskey                                          | Bozsó Péter     | Norman Jewison            |
| 1963 |                                       | The List of Adrian Messenger                   | Organ Grinder                                            |                 | John Huston               |
| 1963 |                                       | Captain Newman, M.D.                           | Jackson "Jake" Leibowitz káplár                          |                 | David Miller              |
| 1964 | A lány, aki ellopta az Eiffel-tornyot | Paris When It Sizzles                          | Maurice / Philippe                                       | Kalocsay Miklós | Richard Quine (2)         |
| 1964 |                                       | Wild and Wonderful                             | Terry Willams                                            |                 | Michael Anderson          |
| 1964 | Viszlát, Charlie!                     | Goodbye Charlie                                | George Tracy                                             | Vogt Károly     | Vincente Minnelli         |
| 1964 | Viszlát, Charlie!                     | Goodbye Charlie                                | George Tracy                                             | Selmeczi Roland | Vincente Minnelli         |
| 1964 | Majd most kiderül                     | Sex and the Single Girl                        | Bob Weston                                               | Sztankay István | Richard Quine (3)         |
| 1964 | Majd most kiderül                     | Sex and the Single Girl                        | Bob Weston                                               | Mihályi Győző   | Richard Quine (3)         |
| 1965 | Verseny a javából                     | The Great Race                                 | Leslie Gallant III                                       | Sztankay István | Blake Edwards (4)         |
| 1965 | Boeing, Boeing!                       | Boeing, Boeing                                 | Bernard Lawrence                                         | Sztankay István | John Rich                 |
| 1965 | Boeing, Boeing!                       | Boeing, Boeing                                 | Bernard Lawrence                                         | Háda János      | John Rich                 |
| 1966 |                                       | Chamber of Horrors                             | Mr. Julian                                               |                 | Hy Averback               |
| 1966 | El a kezekkel a feleségemtől!         | Not with My Wife, You Don't!                   | Tom Ferris                                               | Sztankay István | Norman Panama             |
| 1966 | Ég veled, drágám!                     | Arrivederci, Baby!                             | Nick Johnson                                             | Széles Tamás    | Ken Hughes                |
| 1967 |                                       | Don't Make Waves                               | Carlo Cofield                                            |                 | Alexander Mackendrick (2) |
| 1967 |                                       | On My Way to the Crusades, I Met a Girl Who... | Guerrando da Montone                                     |                 | Pasquale Festa Campanile  |
| 1968 | Rosemary gyermeke                     | Rosemary's Baby                                | Donald Baumgart                                          |                 | Roman Polański            |
| 1968 | A bostoni fojtogató                   | The Boston Strangler                           | Albert DeSalvo                                           | Kálmán György   | Richard Fleischer         |
| 1969 | Azok a csodálatos férfiak             | Monte-Carlo or Bust!                           | Chester Schofield                                        | Háda János      | Ken Annakin               |
| 1969 | Azok a csodálatos férfiak             | Monte-Carlo or Bust!                           | Chester Schofield                                        | Háda János      | Sam Itzkovitch            |
| 1970 | Nem lehetsz mindig győztes            | You Can't Win 'Em All                          | Adam Dyer                                                | Sztankay István | Peter Collinson           |
| 1970 |                                       | Suppose They Gave a War and Nobody Came        | Shannon Gambroni                                         |                 | Hy Averback (2)           |
| 1975 |                                       | Lepke                                          | Louis “Lepke” Buchalter                                  |                 | Menahem Golan             |
| 1976 | Az utolsó filmcézár                   | The Last Tycoon                                | Rodriguez                                                | Sztankay István | Elia Kazan                |
| 1977 |                                       | Some Like It Cool                              | Giacomino / Casanova                                     |                 | Franz Antel               |
| 1977 | Francois Legrand                      | Some Like It Cool                              | Giacomino / Casanova                                     |                 |                           |
| 1978 | Indián démon                          | The Manitou                                    | Harry Erskine                                            | Dózsa László    | William Girdler           |
| 1978 | Szextett                              | Sextette                                       | Alexei Karansky                                          | Beregi Péter    | Ken Hughes (2)            |
| 1978 |                                       | The Bad News Bears Go to Japan                 | Marvin Lazar                                             |                 | John Berry                |
| 1979 |                                       | Title Shot                                     | Frank Renzetti                                           |                 | Les Rose                  |
| 1980 | Zálogocska                            | Little Miss Marker                             | Blackie                                                  | Sztankay István | Walter Bernstein          |
| 1980 |                                       | It Rained All Night the Day I Left             | Robert Talbot                                            |                 | Nicolas Gessner           |
| 1980 | A kristálytükör meghasadt             | The Mirror Crack'd                             | Martin N. Fenn                                           | Bodrogi Gyula   | Guy Hamilton              |
| 1980 | A kristálytükör meghasadt             | The Mirror Crack'd                             | Martin N. Fenn                                           | Sztankay István | Guy Hamilton              |
| 1982 |                                       | Black Commando                                 | Iago ezredes                                             |                 | Max H. Boulois            |
| 1982 | Agyhullámok                           | BrainWaves                                     | Dr. Clavius                                              | Rajhona Ádám    | Ulli Lommel               |
| 1983 | Balboa – Gazdagok játszótere          | Balboa                                         | Ernie Stoddard                                           |                 | James Polakof             |
| 1984 |                                       | Where Is Parsifal?                             | Parsifal Katzenellenbogen                                |                 | Henri Helman              |
| 1985 | A színésznő és a relativitás          | Insignificance                                 | Szenátor                                                 | Szombathy Gyula | Nicolas Roeg              |
| 1986 |                                       | The Last of Philip Banter                      | Charles Foster                                           |                 | Hervé Hachuel             |
| 1987 |                                       | Club Life                                      | Hector                                                   |                 | Norman Thaddeus Vane      |
| 1988 |                                       | Welcome to Germany                             | Mr. Cornfield                                            |                 | Thomas Brasch             |
| 1989 | Rákember a Marsról                    | Lobster Man from Mars                          | J.P. Shelldrake                                          | Beregi Péter    | Stanley Sheff             |
| 1989 |                                       | Midnight                                       | Mr.B                                                     |                 | Norman Thaddeus Vane (2)  |
| 1991 | Elsőrendű célpont                     | Prime Target                                   | Marietta Copella                                         | Sztankay István | David Heavener            |
| 1992 | A cselszövés                          | Center of the Web                              | Stephen Moore                                            | Sztankay István | David A. Prior            |
| 1993 | Csupaszon New Yorkban                 | Naked in New York                              | Carl Fisher                                              |                 | Daniel Algrant            |
| 1993 | Az élő múmia                          | The Mummy Lives                                | Aziru / Dr. Mohassid                                     | Papp János      | Gerry O'Hara              |
| 1995 | Halhatatlanok                         | The Immortals                                  | Dominic                                                  | Kristóf Tibor   | Brian Grant               |
| 1997 | Vérdíj 2. – A nagy robbanás           | Bounty Hunters 2: Hardball                     | Wald                                                     | Papp János      | George Erschbamer         |
| 1999 | Ilyen a boksz                         | Play It to the Bone                            | szurkoló                                                 |                 | Ron Shelton               |
| 2008 |                                       | David & Fatima                                 | Mr. Schwartz                                             |                 | Alain Zaloum              |

## Magyarul megjelent művei
- Önéletrajz; ford. Révbíró Tamás; Delej, Bp., 1994
- Tony Curtis–Peter Golenbock: Hollywood hercege. Életrajz; ford. Getto Katalin; Alexandra, Pécs, 2009

## Díjak és jelölések

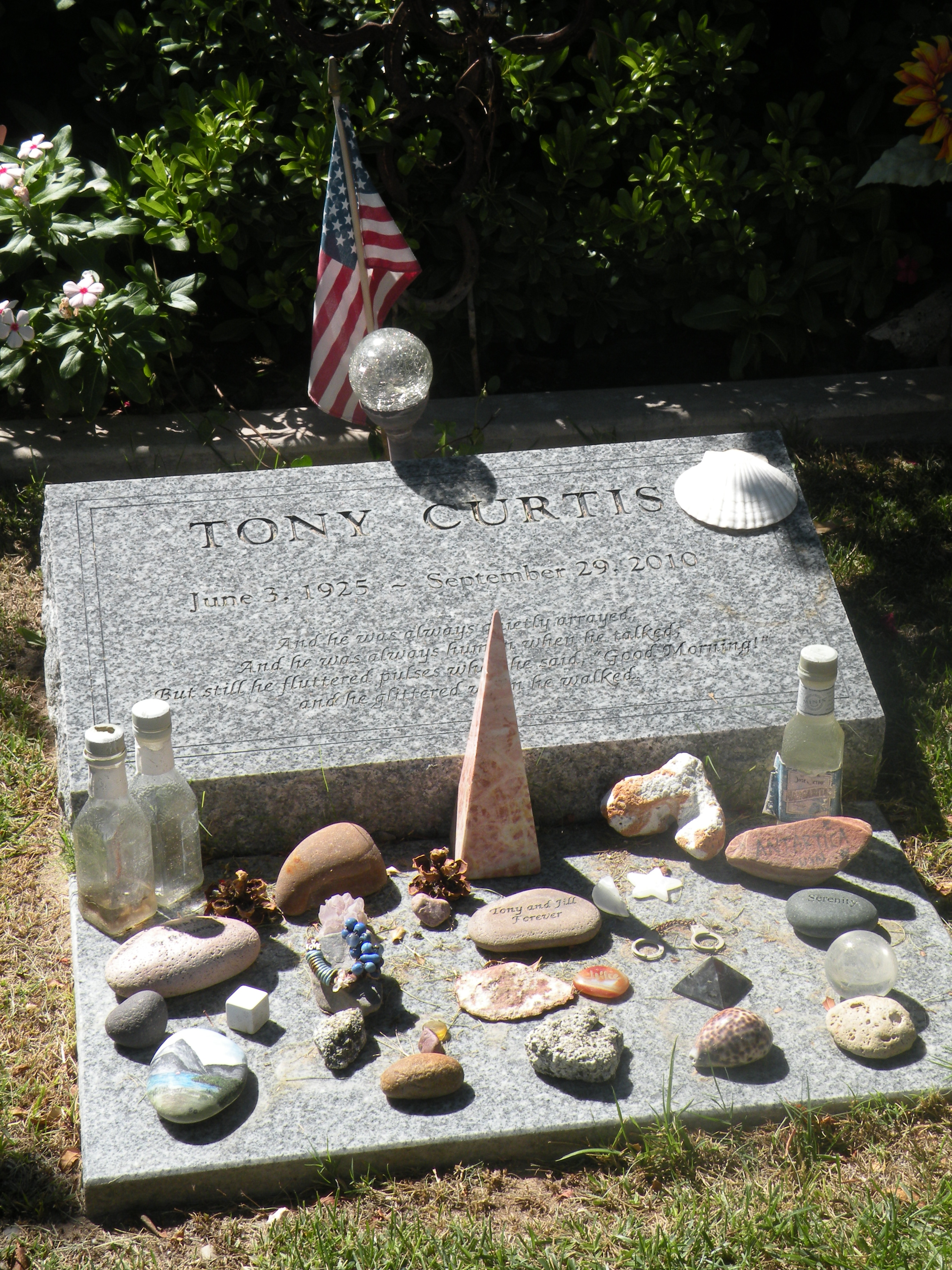
Tony Curtis sírja a Memorial Park temetőben Las Vegasban

- 1969 – Golden Globe-díj jelölés – a legjobb drámai színész (A bostoni fojtogató)
- 1959 – Oscar-díj jelölés – a legjobb színész (A megbilincseltek)
- 1959 – Golden Globe-díj jelölés – a legjobb drámai színész (A megbilincseltek)